# The Luck of the Irish (2001)
The Luck of the Irish is een Amerikaanse film uit 2001 van Paul Hoen.

## Rolverdeling
- Ryan Merriman - Kyle Johnson
- Henry Gibson - Reilly O'Reilly
- Alexis Lopez - Bonnie Lopez
- Glenndon Chatman - Russell Halloway
- Marita Geraghty - Kate O'Reilly Johnson / Kate Smith
- Paul Kiernan - 	Bob Johnson / Robert Smith
- Timothy Omundson - Seamus McTiernen
- Dane Stevens - Patrick
- Charles Halford - McDermott
- Ashley Chapman - Cheerleader